# بانوی سفید (کوکتل)
وایت لیدی (بانوی سفید) که (همچنین به عنوان دلیله ،  یا چلسی سایدکار  نیز شناخته می شود) یک کوکتل کلاسیک است که با جین ، کوینترو یا تریپل سک ، آب لیموی تازه و اضافه شدن اختیاری سفیده تخم مرغ  درست می شود.  این کوکتل متعلق به خانواده سایدکار است که به جای براندی با جین درست می شود. این کوکتل گاهی اوقات شامل مواد اضافی در ساخت نیز می شود، به عنوان مثال سفیده تخم مرغ، شکر، خامه یا خامه منته. 
این ترکیب معمولاً در لیوان کلاسیک کوکتل، مارتینی سرو می شود.  